# Edda młodsza
Edda młodsza (pierwotnie Edda, nazywana też Eddą prozaiczną) – dzieło islandzkiego poety i historyka Snorrego Sturlusona (1179–1241). Etymologia słowa Edda nie jest pewna. Przymiotniki „młodsza” i „prozaiczna” dodawane są dla odróżnienia jej od innego, starszego utworu zwanego Eddą poetycką lub Eddą starszą, której fragmenty przytacza Sturluson. Edda starsza, odnaleziona w roku 1640 lub 1642, to zbiór starych pieśni islandzkich. Do czasu odnalezienia Eddy starszej znano ją właściwie tylko z cytatów Snorrego.
Edda (bo tak brzmiał oryginalny tytuł dzieła Snorrego) powstała mniej więcej w latach 1215–1223. Utwór składa się z trzech części: część środkowa pt. Język poezji jest rodzajem podręcznika dla skaldów i zawiera wskazówki, które nazwy należy stosować w poezji do bogów, stworzeń i rzeczy martwych. Do tego swoistego podręcznika Snorri napisał wstęp stanowiący drugą część jego Eddy i zawierający przegląd dawnej mitologii. Wstęp oparty został na dostępnych Snorremu źródłach. Zakończenie przeglądu stanowi opis ostatniej walki bogów i odrodzenia świata. Ostatnia, trzecia część Eddy zawiera poemat Snorrego na cześć króla norweskiego Haakona IV Starego.
Przekład polski pierwszej części Eddy Snorrego jest dziełem Joachima Lelewela (1807). Tłumaczenie to, zatytułowane Nowa Edda, czyli Edda młodsza prozaiczna, wznowiło w roku 2006 Wydawnictwo Armoryka.